# Relazioni bilaterali tra Italia e Australia
Le relazioni bilaterali tra Italia e Australia fanno riferimento ai rapporti diplomatici fra la Repubblica Italiana e il Commonwealth dell'Australia. L'Italia ha un'ambasciata a Canberra, due consolati generali a Melbourne e Sydney e tre consolati a Adelaide, Brisbane e Perth. L'Australia ha un'ambasciata a Roma, due consolati generali a Milano e Napoli e un consolato onorario a Venezia. Da anni i rapporti tra Italia e Australia sono di amicizia e cooperazione in materia di immigrazione, politica e commercio.
Nel 2011 in Australia vi erano circa 916.000 persone discendenti da italiani (italo-australiani).

Valori mensili delle esportazioni australiane in Italia (in dollari australiani) dal 1988

Valori mensili delle esportazioni italiane in Australia (in dollari australiani) dal 1988